# Ashley Wagner
Ashley Elisabeth Wagner (Heidelberg, 16 de mayo de 1991) es una patinadora artística estadounidense. Obtuvo la medalla de plata en el Campeonato Mundial en 2016, ganó el Campeonato de los Cuatro Continentes en 2012, fue tres veces medallista del Final del Grand Prix, ganadora de cinco torneos  Grand Prix (Skate America 2012 y 2016; Trophée Éric Bompard 2012 y 2013; Skate Canada 2015), y tres veces campeona nacional de Estados Unidos (2012, 2013 y 2015).
Wagner fue seleccionada para el equipo estadounidense para los Juegos Olímpicos de Invierno de 2014 y ganó una medalla de bronce en el evento por equipos.

## Vida personal
Ashley Wagner es la primera y única hija del teniente coronel Eric Wagner, del Ejército de los Estados Unidos (jubilado) y Melissa James, una antigua maestra de escuela. Wagner nació en una base militar de Heidelberg, Alemania, donde su padre estaba destacado en ese momento. Su hermano menor, Austin, asiste al Instituto Pratt en Nueva York; también fue patinador y compitió a nivel nacional.
Debido a que el padre de Wagner estaba en el ejército, su familia se mudó nueve veces durante su niñez; ellos se establecieron en el norte de Virginia cuando tenía diez años de edad. Además de en Alemania, ha vivido en California, Alaska, Kansas, el estado de Washington y Virginia. Actualmente vive en el sur de California, pero considera a Seabeck, Washington, su hogar.
Wagner fue educada en casa por su madre durante siete meses antes de ingresar a la Escuela Secundaria Whitman, regresando a la escuela pública porque ella lo echaba de menos. Más tarde asistió a la Escuela Secundaria West Potomac hasta el año escolar 2007-2008. Después de estudiar en el Northern Virginia Community College, se inscribió en Saddleback College en California. Estudia periodismo deportivo. Habla alemán además del inglés.
Según una entrevista, Wagner ha sufrido varias conmociones cerebrales y cree que estos incidentes han afectado sus capacidades cognitivas.
En julio de 2019, Wagner reveló que fue abusada sexualmente cuando tenía 17 años por John Coughlin, un compañero de patinaje artístico que se suicidó en enero del mismo año después de haber sido acusado de múltiples delitos sexuales.

## Carrera como patinadora
Wagner comenzó a patinar a los cinco años de edad en Eagle River, Alaska. Luego entrenó en Kansas City y Tacoma, Washington, hasta que su familia se mudó a Portland, Oregón, donde le enseñó la exentrenadora de Tonya Harding, Dody Teachman. En enero de 2002, Wagner comenzó a entrenar con Shirley Hughes en Alexandria, Virginia. Jill Shipstad-Thomas coreografió sus programas competitivos.
En la temporada 2002-2003, Wagner se clasificó para los U.S. Junior Figure Skating Championships, que son los campeonatos nacionales de los Estados Unidos para patinadores artísticos en los niveles juvenil e intermedio. Wagner se ubicó en el puesto 17.º en el nivel Intermedio.
Wagner se clasificó para su primer campeonato de Estados Unidos en la temporada 2004-2005, después de ubicarse primera en las Regionales del Pacífico Noroccidental y en las Seccionales de la Costa Pacífica. Compitiendo en el nivel de principiante, ella obtuvo el séptimo lugar en las Nacionales.

### Temporada 2005-2006: Debut internacional júnior
Para la temporada 2005-2006, Wagner ascendió al nivel júnior. Volvió a ganar las competencias Northwest Pacific Regional y Pacific Coast Sectional para calificarse para el Campeonato Nacional. En el campeonato nacional del 2006, celebrado en St. Louis (Misuri), Wagner terminó cuarta en el nivel júnior, ganando la medalla de estaño. Después del evento, Wagner fue incluida en el equipo estadounidense para el Triglav Trophy en Eslovenia, su primera gran competición internacional y donde hizo su debut internacional júnior.

### Temporada 2006-2007: Medalla de bronce en Junior Worlds
En la temporada 2006-07, Wagner hizo su debut en el Junior Grand Prix. Ganó tanto el Junior Grand Prix en Courchevel (Francia), como el de La Haya (Países Bajos). Sus victorias la clasificaron para el Junior Grand Prix Final en Sofía (Bulgaria), donde ganó la medalla de plata detrás de su compatriota estadounidense Caroline Zhang.

### Temporada 2007-2008: Debut sénior
Wagner ascendió al nivel sénior tanto a nivel nacional como internacional para la temporada 2007-2008. Debutó en el Skate Canada International 2007 en Quebec City, Quebec, donde obtuvo el quinto puesto en la general. Dos semanas más tarde, Wagner ganó su primera medalla internacional absoluta en el Trofeo Éric Bompard 2007 en París, Francia. Ella quedó en tercer lugar detrás de la actual medallista de plata mundial Mao Asada y de la vigente campeona nacional de Estados Unidos Kimmie Meissner. Terminó segunda en el programa largo por delante de Meissner y solo perdió ante Meissner en la clasificación final por 0.11 puntos.
En junio de 2008, Wagner anunció que dejaría a su entrenador Shirley Hughes para empezar a trabajar con Priscilla Hill en Wilmington (Delaware).

### Temporada 2008-2009: Segundo bronce en Mundiales Juveniles

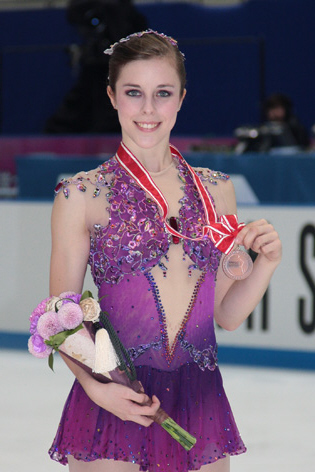
Wagner ganó la medalla de bronce en el Trofeo NHK 2009.

Para el Grand Prix de la temporada 2008-09 de patinaje artístico, Wagner fue asignada a competir en la Copa de China 2008, donde terminó cuarta. Su siguiente evento fue el Trofeo NHK 2008, donde volvió a terminar cuarta.
Ganó la medalla de estaño en los Nacionales de Estados Unidos 2009 y representó a Estados Unidos en los Mundiales Juveniles de 2009 en Sofía (Bulgaria) donde se colocó en tercer lugar, ganando su segunda medalla mundial júnior.

### Temporada 2009-2010
Para la temporada 2009-2010, Wagner fue asignada a competir en la Copa Rostelecom 2009, en ese evento ganó la medalla de plata, en ese caso ella ganó la medalla de plata. Tras ganar la medalla de bronce en el Trofeo NHK 2009, se clasificó para la final del Grand Prix. En la final, Wagner fue la última clasificada en el programa corto, cuarto en el programa libre y cuarto en la general.
En las Nacionales de Estados Unidos 2010, Wagner ganó su segunda medalla de bronce. Ella fue incluida en el equipo para los Mundiales Junior 2010, pero se retiró del equipo antes del evento.
En esa época Wagner empezó su propio canal de YouTube. También es una activa usuaria de Twitter y Facebook.

### Temporada 2010-2011
Un latido cardíaco acelerado que había molestado a Wagner durante mucho tiempo se hizo más frecuente durante el verano antes de la temporada 2010-2011. También comenzó a sufrir violentos espasmos musculares en todo el cuerpo. Vio a varios médicos que no pudieron determinar la causa. Finalmente, el quiropráctico y especialista en músculos Steve Mathews reveló que la tensión en los músculos del cuello estaba haciendo que una de sus vértebras se saliera de su lugar, apretando varios nervios; un programa de terapia física redujo los problemas.
Wagner había practicado su nuevo programa largo solo unas seis veces antes de competir en el Trofeo NHK 2010, donde terminó 5.º. En la Copa Rusia 2010 ganó la medalla de bronce.
En junio de 2011, Wagner anunció que se mudaría a Aliso Viejo (California) para entrenar con John Nicks y Phillip Mills en el Palacio de Hielo de Aliso Viejo.

### Temporada 2011-2012: Primer título nacional, título de Cuatro Continentes

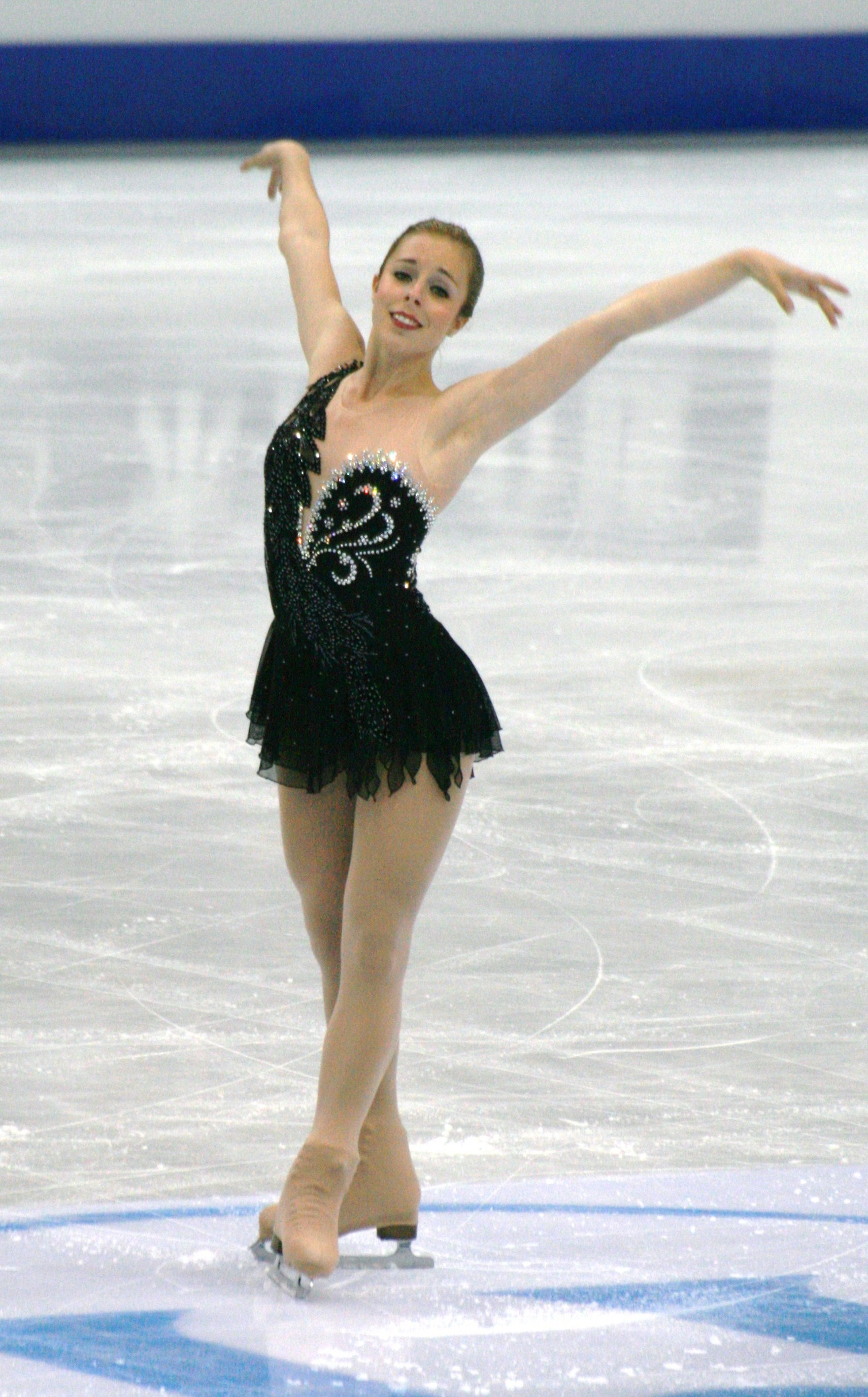
Wagner realizando su programa libre en el Mundial de 2012.

Wagner comenzó la temporada 2011-2012 en el Skate Canada International 2011. Fue segunda en el programa corto y tercera en el freeskate ganando la medalla de bronce. En el Trofeo NHK 2011, Wagner se clasificó quinta en el programa corto y tercero en el freeskate para terminar cuarto en la general. En el 2012, en las Nacionales de los Estados Unidos, ocupó el tercer lugar en el programa corto. Fue primera en el programa libre y ganó su primer título nacional.
Después de su victoria en el Campeonato de Estados Unidos, Wagner fue seleccionada tanto para el Campeonato de los Cuatro Continentes de 2012 como para el Campeonato del Mundo de 2012. En Cuatro Continentes, se colocó en segundo lugar en el programa corto. Se colocó primero en un programa libre que incluía seis triples y ganó la medalla de oro por delante de Mao Asada, dos veces campeona del mundo.

### Temporada 2012-2013: Skate America Title, primera medalla final del Grand Prix

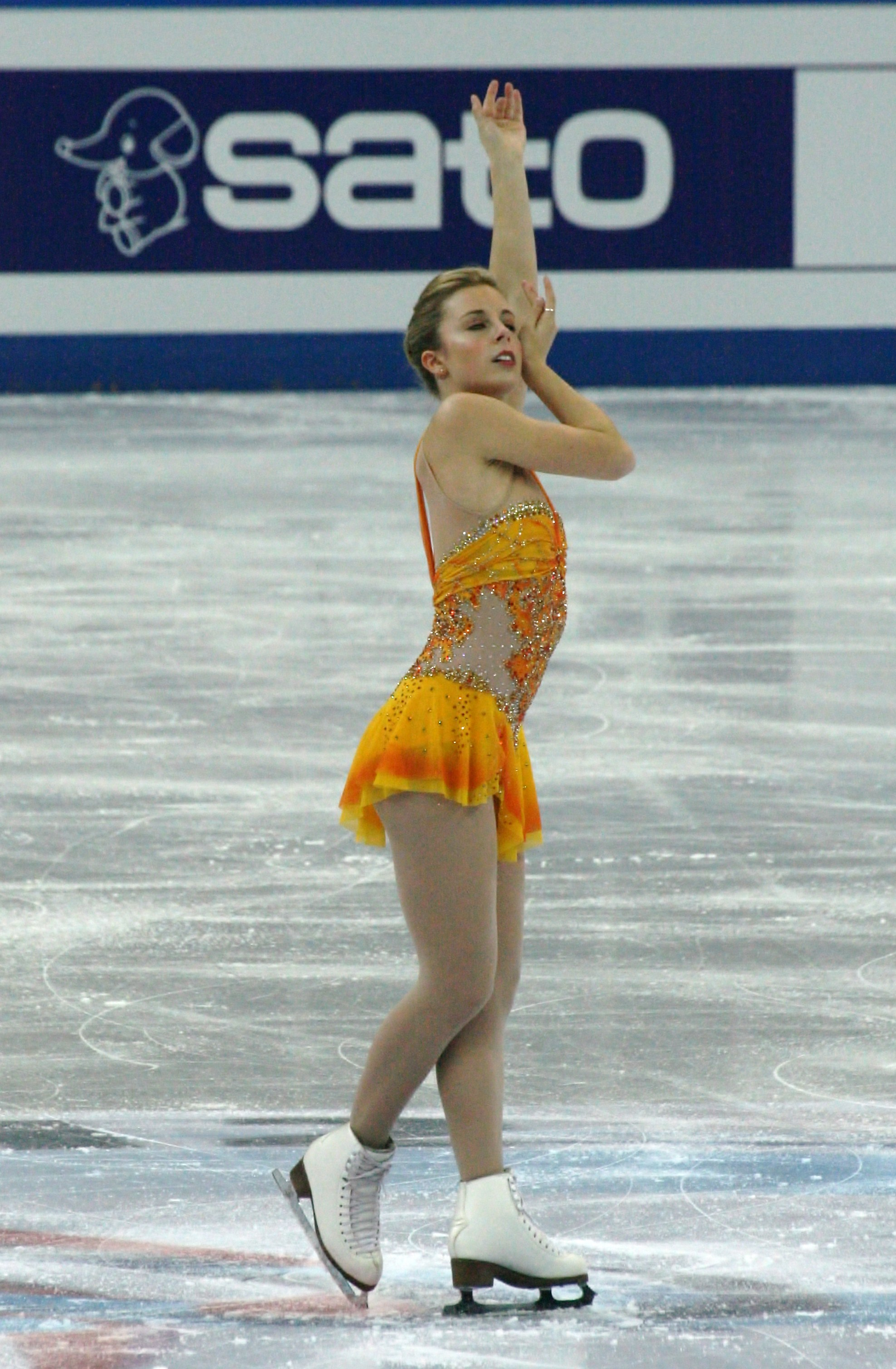
Wagner realiza su programa libre en la Final del Grand Prix 2012-13

En su primera participación en el Grand Prix de la temporada, el Skate America de 2012, Wagner se colocó primera en ambos programas y ganó su primer oro en la serie GP. En el Trofeo Éric Bompard 2012, fue segunda en el corto y primera en el largo y ganó su segundo título de GP, calificándose para la final del Grand Prix de 2012.
En la final del Grand Prix de diciembre, Wagner quedó segunda en el corto. Un par de caídas durante el programa libre lesionaron su cadera y lastimaron la rodilla derecha pero pudo completar el programa y terminó cuarta. En la clasificación general, terminó con la medalla de plata, justo por delante de la japonesa Akiko Suzuki. En los Campeonatos de Estados Unidos de 2013, Wagner se clasificó primera en el programa corto y segunda en el programa libre, venciendo a Gracie Gold, logrando ganar su segundo título nacional consecutivo. Fue la primera patinadora individual estadounidense en ganar títulos nacionales consecutivos desde Michelle Kwan en 2005.
En el Campeonato Mundial 2013, ocupó el quinto lugar, mientras que su compañera de equipo, Gracie Gold, ocupó el sexto lugar, lo que les permitió conseguir tres puestos para los Juegos Olímpicos y los Campeonatos del Mundo.

### Temporada 2013-2014: Juegos Olímpicos de Sochi
En la temporada 2013-14 ISU Grand Prix, Wagner ganó la plata en su primer evento, el Skate America de 2013. Su siguiente destino fue el Trofeo Éric Bompard 2013, donde ganó el oro y se clasificó para la Final del Grand Prix 2013-2014 en Fukuoka (Japón). Wagner ganó el bronce en la final detrás de Yulia Lipnitskaya después de colocarse tercero en ambos segmentos. Wagner terminó cuarta en el Campeonato de Estados Unidos de 2014. A pesar del resultado, fue seleccionada por el equipo estadounidense para los Juegos Olímpicos de Invierno de 2014 en Sochi (Rusia), debido a su sólido historial internacional. Ganó una medalla de bronce en los Juegos Olímpicos.

### Temporada 2014-2015: Tercer título nacional

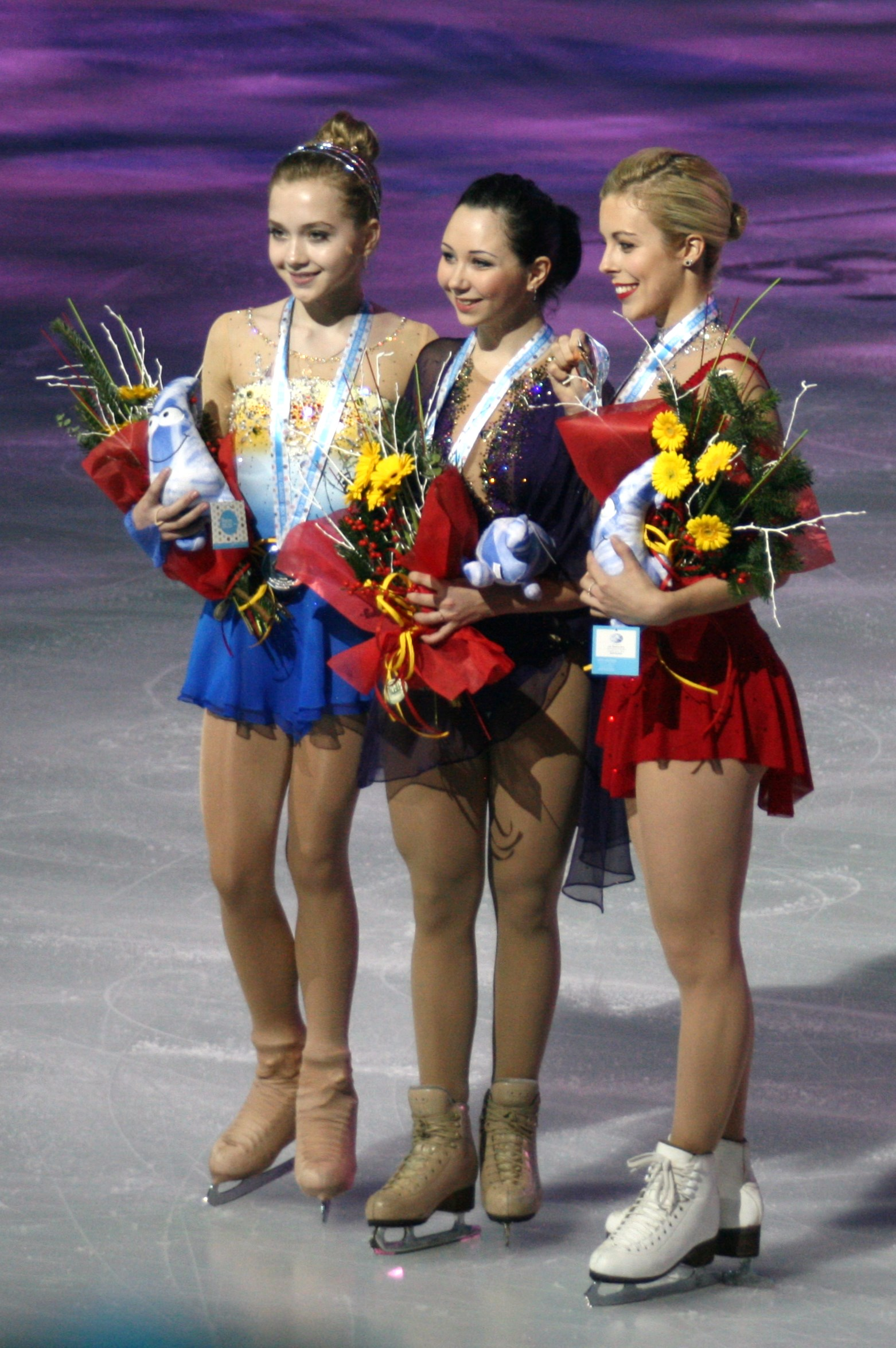
Wagner en la ceremonia de entrega de medallas de la Final del Grand Prix 2014-15

Para la temporada 2014-15, Wagner fue seleccionada para el Skate Canada 2014 y el Trofeo Éric Bompard 2014. Después de ganar la plata en el Skate Canada tras la rusa Anna Pogorilaya y el bronce en el Trofeo Bompard tras la rusa Yelena Radiónova y Yulia Lipnitskaya, se clasificó en el último puesto para el Final del Grand Prix de Barcelona.
Wagner es la primera mujer estadounidense desde que Michelle Kwan se clasificó para tres Finales del Grand Prix consecutivas. En el Final del Grand Prix, Wagner se clasificó sexta en el programa corto y tercera en el programa largo ganando la medalla de bronce detrás de las rusas Yelizaveta Tuktamýsheva y Yelena Radiónova. El bronce es la tercera medalla consecutiva de Wagner en la final del Grand Prix. En los Campeonatos de Estados Unidos de 2015, Wagner ganó tanto el programa corto como el programa libre, estableciendo un nuevo récord de 221.02 en Estados Unidos. Desde Michelle Kwan en 1999, Wagner es la primera patinadora sénior de Estados Unidos en ganar tres campeonatos nacionales.
En el Campeonato Mundial de 2015 en Shanghái, Wagner fue undécima en el programa corto, tercera en el programa libre y quinta en la general. En el Trofeo Mundial de 2015, ella ocupó el cuarto lugar en ambos segmentos y Team USA ganó el evento.

### Temporada 2015-2016: Medalla mundial

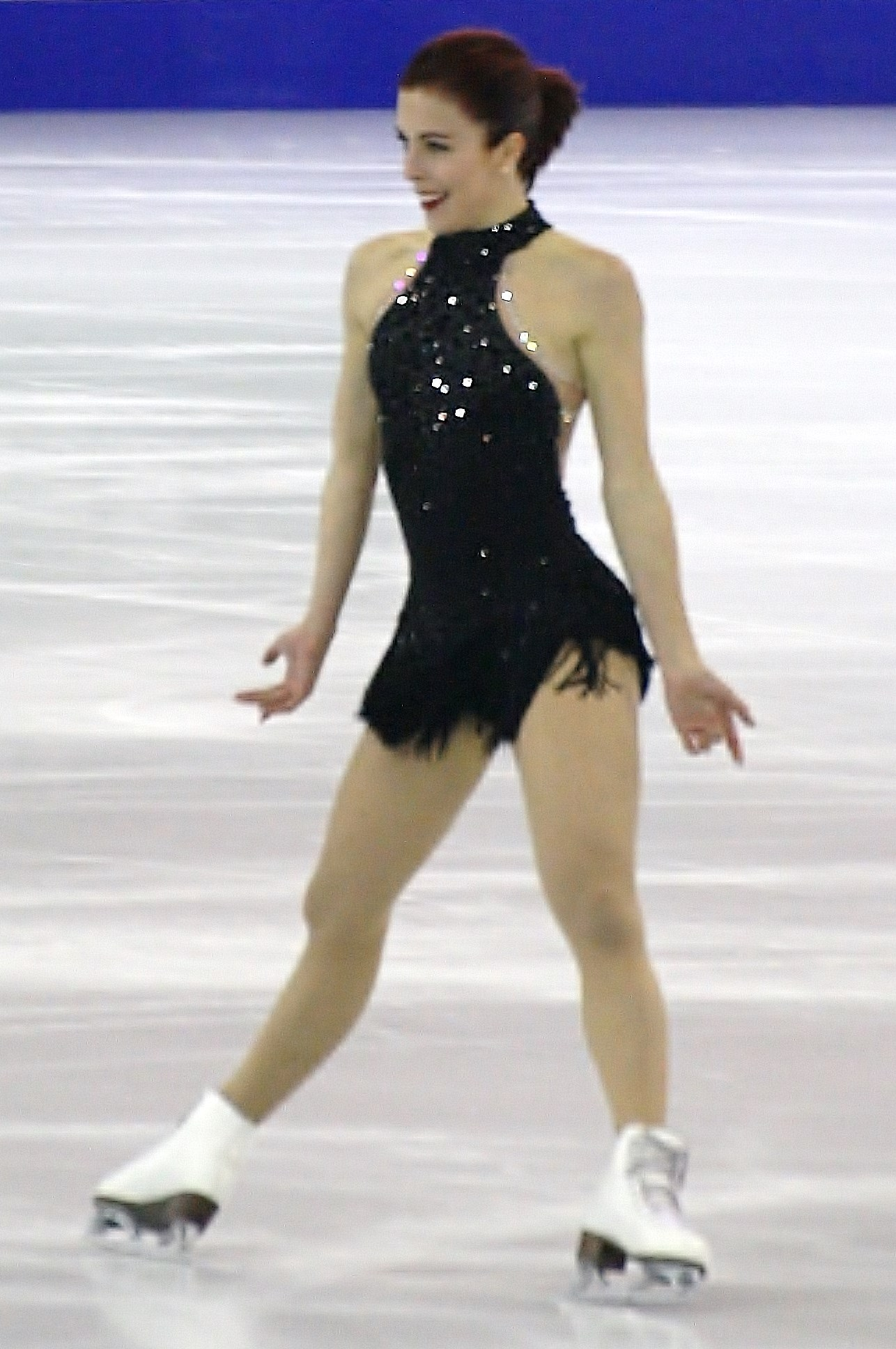
Wagner en la Final del Grand Prix 2015-16

Las dos asignaciones del Gran Premio de Wagner para la temporada 2015-2016 fueron el Skate Canada International 2015 y Trofeo NHK 2015. Comenzó su temporada ganando la medalla de oro en Skate Canada. Luego se colocó 4.º en el Trofeo NHK. Esos resultados la clasificaron para el Final del Grand Prix 2015-2016. En la Final se ubicó 6.ª en el programa corto, tercera en el programa libre y 4.ª en la general. En el Campeonato de Estados Unidos de 2016, ganó la medalla de bronce por detrás de Gracie Gold y Polina Edmunds.

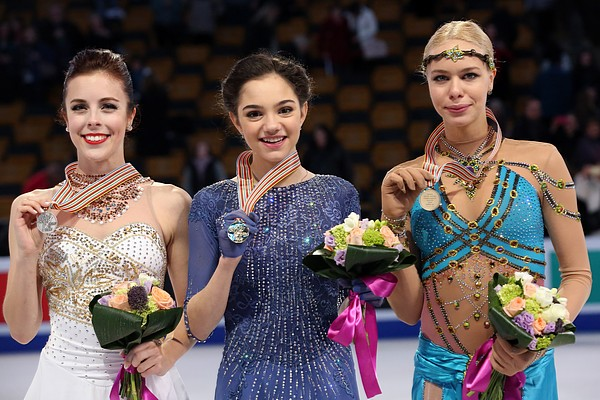
Wagner en el podio del Campeonato del Mundo de 2016.

Wagner compitió en el Campeonato Mundial de 2016 en Boston. En el corto se ubicó en cuarto lugar con una mejor puntuación personal de 73,16. Entonces compitió como la última patinadora en el programa libre, colocando segunda logrando 142.23 puntos, la puntuación más alta del programa libre jamás registrada por una mujer estadounidense. Sus actuaciones le valieron la medalla de plata, convirtiéndose en la primera mujer estadounidense en ganar una medalla en los campeonatos del mundo en una década.
Wagner terminó su temporada compitiendo por el Team North America en la primera edición de la KOSÉ Team Challenge Cup 2016. Sus actuaciones contribuyeron en gran medida a que el equipo ganara la medalla de oro.

### Temporada 2016-2017: Segundo título de Skate America
Wagner comenzó su temporada de Grand Prix en Skate America de 2016, donde se convirtió en la primera mujer estadounidense desde que Michelle Kwan recuperara el título de Skate America.
En la Copa de China 2016, un pobre programa libre llevó a Wagner a su peor final de Grand Prix en su carrera, ya que terminó fuera del top 5, quedando quinta en el programa corto, séptima en el programa libre y sexta en la general. Aunque posteriormente no se clasificó para el Final del Grand Prix de 2016-2017, Wagner se recuperó rápidamente con su primera medalla de plata en el Campeonato de Estados Unidos de 2017, detrás de Karen Chen. Fue tercera en el programa corto y segunda en el programa libre y, finalmente, segunda en la general.
En el 2016 de la Copa de China, un pobre gratis de skate led de Wagner a su peor Gran Premio de acabado en su carrera como terminó justo fuera del top 5, la colocación de la 5 en el programa corto, 7.º en la libre de skate y 6.º en la general. Mientras ella posteriormente no califican para el 2016-2017 Grand Prix Final, Wagner se recuperó rápidamente con su primera medalla de plata en el 2017 Campeonato ESTADOUNIDENSE detrás de Karen Chen. Ella quedó en tercer lugar en el programa corto y 2.º en el libre de skate para finalizar 2.º en la general.
En el Campeonato Mundial de 2017 en Helsinki, Wagner obtuvo 69.04 en el programa corto, quedando séptima. En un programa libre algo deslucido, obtuvo una puntuación de 124.50, ocupando el décimo lugar y el séptimo lugar general con una puntuación de 193.54. La ubicación de Wagner, junto con un cuarto puesto de la estadounidense Karen Chen, clasificó a Team USA para los Juegos Olímpicos de 2018 y el Campeonato Mundial de 2018.
Wagner terminó su temporada en el Trofeo Mundial de 2017, donde sus actuaciones contribuyeron enormemente a que Team USA ganara la medalla de bronce.

### Temporada 2017-2018
Wagner reveló con anticipación su elección musical para la temporada 2017-2018, anunciando La La Land para su programa libre. Sin embargo, volvería a su programa Moulin Rouge! posteriormente. La temporada de Grand Prix la inició participando en el Skate Canadá de 2017 donde finalizó en tercer lugar, en su segundo evento, el Skate América de 2017, cumplió con su programa corto pero abandonó la competición al comienzo de su programa libre, debido a una infección de tobillo.

## Técnica de patinaje
A diferencia de la mayoría de los patinadores, Wagner gira y salta en el sentido de las agujas del reloj. Ha ejecutado múltiples combinaciones de salto triple-triple en competición, incluyendo el 3F-3T, 3Lz-3T, y 3Lo-1Lo-3S. Consiguió la combinación 3Lz-3Lo en el Campeonato Nacional de Estados Unidos del 2008. Sus elementos característicos incluyen una espiral de Charlotte y un giro de camello con dos piernas dobladas y ambos brazos extendidos sobre su cabeza. No le gustan los giros.

## Patrocinios
En noviembre de 2012, Nike comenzó a patrocinar a Wagner. En diciembre, se convirtió en una de las embajadoras de la joyería Pandora. En octubre de 2013, Wagner fue el rostro de CoverGirl.

## Posiciones en competiciones
GP: Grand Prix; GPJ: Grand Prix Junior

### 2006-2007 al presente
| Internacional                                                                          | Internacional | Internacional | Internacional | Internacional | Internacional | Internacional | Internacional | Internacional | Internacional | Internacional | Internacional | Internacional |
| Evento                                                                                 | 06–07         | 07–08         | 08–09         | 09–10         | 10–11         | 11–12         | 12–13         | 13–14         | 14–15         | 15–16         | 16–17         | 17-18         |
| -------------------------------------------------------------------------------------- | ------------- | ------------- | ------------- | ------------- | ------------- | ------------- | ------------- | ------------- | ------------- | ------------- | ------------- | ------------- |
| Olímpicos                                                                              |               |               |               |               |               |               |               | 7.º           |               |               |               |               |
| Mundiales                                                                              |               | 16.º          |               |               |               | 4.º           | 5.º           | 7.º           | 5.º           | 2.º           | 7.º           |               |
| Cuatro Continentes                                                                     |               | 8.º           |               |               |               | 1.º           |               |               |               |               |               |               |
| GP Final                                                                               |               |               |               | 4.º           |               |               | 2.º           | 3.º           | 3.º           | 4.º           |               |               |
| GP Bompard                                                                             |               | 3.º           |               |               |               |               | 1.º           | 1.º           | 3.º           |               |               |               |
| GP Copa de China                                                                       |               |               | 4.º           |               |               |               |               |               |               |               | 6.º           |               |
| GP Trofeo NHK                                                                          |               |               | 4.º           | 3.º           | 5.º           | 4.º           |               |               |               | 4.º           |               |               |
| GP Rostelecom                                                                          |               |               |               | 2.º           | 3.º           |               |               |               |               |               |               |               |
| GP Skate America                                                                       |               |               |               |               |               |               | 1.º           | 2.º           |               |               | 1.º           | TBD           |
| GP Skate Canada                                                                        |               | 5.º           |               |               |               | 3.º           |               |               | 2.º           | 1.º           |               | TBD           |
| Internacional: Junior                                                                  |               |               |               |               |               |               |               |               |               |               |               |               |
| Mundial Junior                                                                         | 3.º           |               | 3.º           |               |               |               |               |               |               |               |               |               |
| JGP Final                                                                              | 2.º           |               |               |               |               |               |               |               |               |               |               |               |
| JGP Francia                                                                            | 1.º           |               |               |               |               |               |               |               |               |               |               |               |
| JGP Países Bajos                                                                       | 1.º           |               |               |               |               |               |               |               |               |               |               |               |
| Nacional                                                                               |               |               |               |               |               |               |               |               |               |               |               |               |
| Estados Unidos                                                                         | 3.º J         | 3.º           | 4.º           | 3.º           | 6.º           | 1.º           | 1.º           | 4.º           | 1.º           | 3.º           | 2.º           |               |
| Campeonato de la Costa del Pacífico                                                    |               |               |               |               |               |               |               |               |               |               |               |               |
| Eventos de equipos                                                                     |               |               |               |               |               |               |               |               |               |               |               |               |
| Olímpicos                                                                              |               |               |               |               |               |               |               | 3.º E 4.º P   |               |               |               |               |
| Trofeo Mundial por equipos                                                             |               |               |               |               |               | 2.º E 3.º P   | 1.º E 2.º P   |               | 1.º E 4.º P   |               | 3.º E 6.º P   |               |
| Team Challenge Cup                                                                     |               |               |               |               |               |               |               |               |               | 1.º E 3.º P   |               |               |
| Abierto de Japón                                                                       |               |               |               |               |               |               | 2.º E 1.º P   | 2.º E 3.º P   | 2.º E 6.º P   | 2.º E 5.º P   | 3.º E 3.º P   |               |
| J = Junior; R = Retirado E = Equipo; P = Personal. Medallas otorgadas solo por equipo. |               |               |               |               |               |               |               |               |               |               |               |               |

### 2001–2002 al 2005–2006
| Internacional                                   | Internacional | Internacional | Internacional | Internacional | Internacional |
| Evento                                          | 01–02         | 02–03         | 03–04         | 04–05         | 05–06         |
| ----------------------------------------------- | ------------- | ------------- | ------------- | ------------- | ------------- |
| Triglav Trophy                                  |               |               |               |               | 1.º J         |
| North American Challenge Skate                  |               |               |               | 5.º N         |               |
| National                                        |               |               |               |               |               |
| Campeonato de EE. UU.                           |               |               |               | 7.º N         | 4.º J         |
| Juveniles de EE. UU.                            |               | 17.º I        |               |               |               |
| Costa del Pacífico Seccionales                  |               |               | 10.º N        | 1.º N         | 1.º J         |
| Northwest Pacific Regionals                     | 2.º V         | 2.º I         | 2.º N         | 1.º N         | 1.º J         |
| Niveles: J = Junior; I = Intermedio; N = Novato |               |               |               |               |               |